# 法国旗帜列表

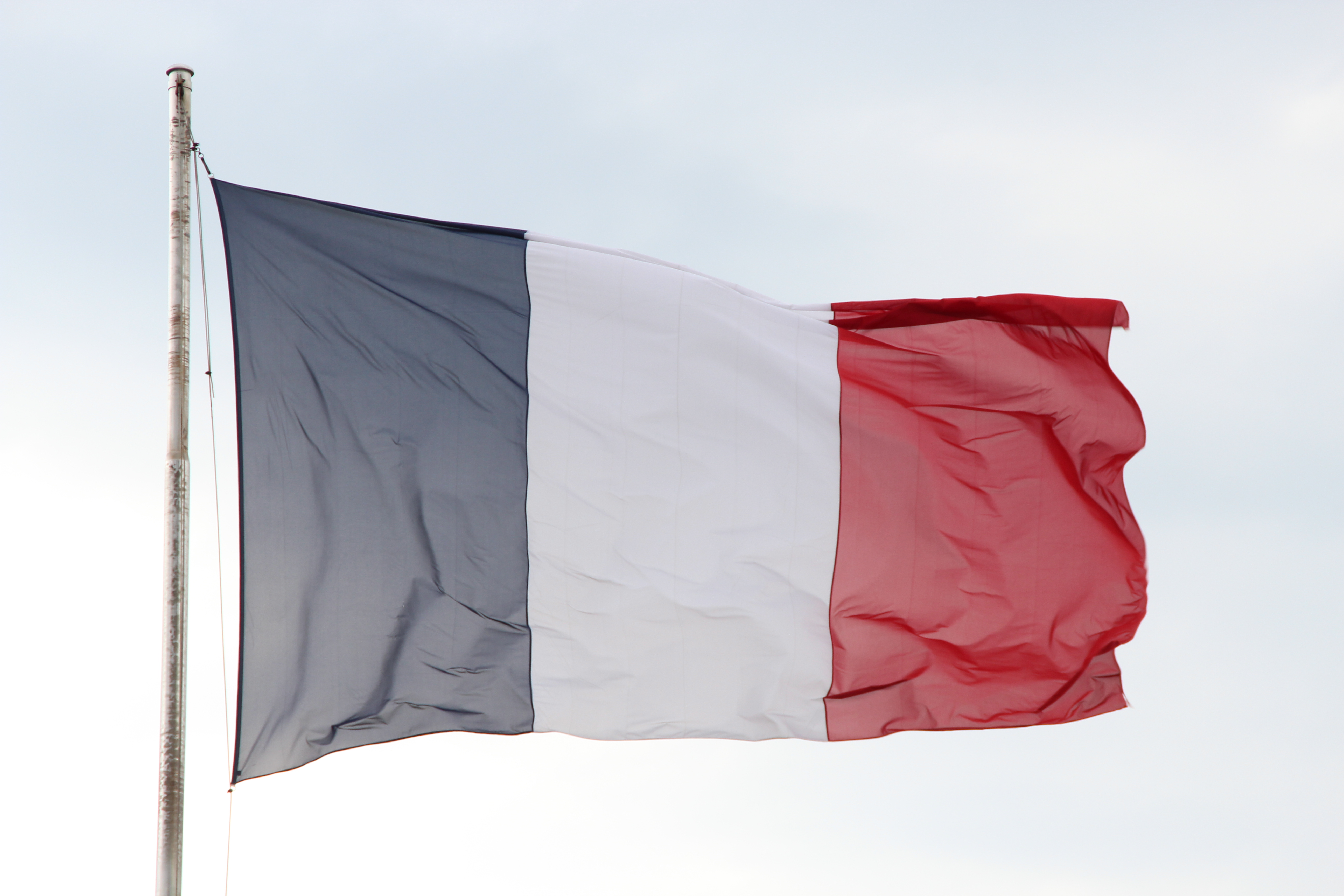
法國國旗

這是法國及相關地區所使用的旗幟列表：
|      | 民用旗 | 政府旗   | 军旗   |
| ---- | ------ | -------- | ------ |
| 陸用 | 民用旗 | 政府旗   | 軍用旗 |
| 海用 | 民船旗 | 政府船旗 | 軍艦旗 |

## 旗幟
| 旗幟 | 時間                           | 使用           | 描述                                                                                                   |
|      | 1794年2月15日-1815年， 1830年- | 國旗           | 直向三色旗，從左至右分別為藍色、白色和紅色（橫向和直向比例：三比二；三色等比）。                       |
|      | 1853年5月17日-                 | 民用旗及海軍旗 | 直向三色旗，從左至右分別為藍色、白色和紅色（橫向和直向比例：三比二；三色比例：三十比三十三比三十七）。 |
|      | 1974年-2020年                  | 國旗           | 直向三色旗，從左至右分別為藍色、白色和紅色（橫向和直向比例：三比二；三色等比）。                       |

## 標準旗幟
| 旗幟 | 時間    | 使用                 | 描述                                                                                                   |
|      | 1880年- | 總統和總理標準旗幟   | 直向三色旗，從左至右分別為藍色、白色和紅色（橫向和直向比例：一比一）。                                 |
|      | 1880年- | 總統標準旗幟（變體） | 直向三色旗，從左至右分別為藍色、白色和紅色（橫向和直向比例：三比二）。                                 |
|      | ？-     | 法國海外部旗幟       | 藍色底，左上角有直向三色旗。該直向三角旗從左至右分別為藍色、白色和紅色（橫向和直向比例：一比一）。     |
|      | 1880年- | 殖民地總督旗幟       | 藍色燕尾旗，左上角有直向三色旗。該直向三角旗從左至右分別為藍色、白色和紅色（橫向和直向比例：一比二）。 |

## 軍用旗幟
| 旗幟 | 使用                 | 描述                                                                                                   |
|      | 法國國防部旗幟       | 直向三色旗。該直向三角旗從左至右分別為藍色、白色和紅色（橫向和直向比例：一比一），正中有一個金色徽章。 |
|      | 旛                   | |
|      | 國防參謀長旗幟       | |
|      | 海軍參謀長旗幟       | |
|      | 海軍上將旗幟         | |
|      | 海軍一級中将旗幟     | |
|      | 海軍二級中將旗幟     | |
|      | 海軍少將旗幟         | |
|      | 海軍上校旗幟 (師)    | |
|      | 海軍上校旗幟 (組織)  | |
|      | 港口指挥官旗幟       | |
|      | 高級商人海軍軍官旗幟 | |

## 歷史旗幟

### 曾用國旗
| 旗幟 | 時間                          | 使用                         | 描述 |
|      | 12世紀-13世紀                 | 法蘭西王國旗幟               |      |
|      | 14世紀-16世紀                 | 法蘭西王國旗幟               |      |
|      | 1124年-1356年                 | 軍旗                         |      |
|      | 1124年-1356年                 | 軍旗（變體）                 |      |
|      | 1365年-1794年                 | 法蘭西王國旗幟               |      |
|      | 1365年-1792年， 1815年-1830年 | 法蘭西王國和波旁復辟時期旗幟 |      |
|      | 1365年-1792年                 | 商用旗                       |      |
|      | 1789年-1799年                 | 法國大革命時期王室旗幟       |      |
|      | 1790年7月14日-1990年代        | 商用旗                       |      |
|      | 1793年1月21日-1990年代        | 商用旗                       |      |
|      | 1794年5月7日-1990年代         | 商用旗                       |      |
|      | 1870年-1871年                 | 巴黎公社旗幟                 |      |

### 殖民地及海外領土旗幟
| 旗幟 | 時間                          | 使用               | 描述 |
|      | 1920年-1924年                 | 阿勒颇州旗幟       |      |
|      | 1920年-1938年                 | 阿拉維州旗幟       |      |
|      | 1874年-1949年                 | 安南保護國旗幟     |      |
|      | 1867年-1941年， 1945年-1953年 | 柬埔寨保護國國旗   |      |
|      | 1663年-1763年                 | 法屬加拿大旗幟     |      |
|      | 1862年-1949年                 | 法属交趾支那旗帜   |      |
|      | 1830年-1962年                 | 法屬阿爾及利亞旗幟 |      |
|      | 1882年-1910年                 | 法屬剛果旗幟       |      |
|      | 1910年-1958年                 | 法屬赤道非洲旗幟   |      |
|      | 1898年-1949年                 | 廣州灣旗幟         |      |
|      | 1663年-1946年                 | 新法蘭西旗幟       |      |
|      | 1625年-1794年                 | 法屬聖多明戈旗幟   |      |
|      | 1794年-1803年                 | 法屬聖多明戈旗幟   |      |

## 地方旗帜

### 大区

#### 正式

法属波利尼西亚
新喀里多尼亚
法属南方和南极洲领地
法属圭亚那前省議會旗帜
马提尼克

奥弗涅-罗讷-阿尔卑斯大区
勃艮第-弗朗什-孔泰大区
布列塔尼大区
诺曼底大区
普罗旺斯-阿尔卑斯-蓝色海岸大区
科西嘉领土集体
奧克西塔尼大區

#### 非正式

瓜德罗普
留尼汪
马约特
圣皮埃尔和密克隆
圣巴泰勒米岛
瓦利斯和富图纳

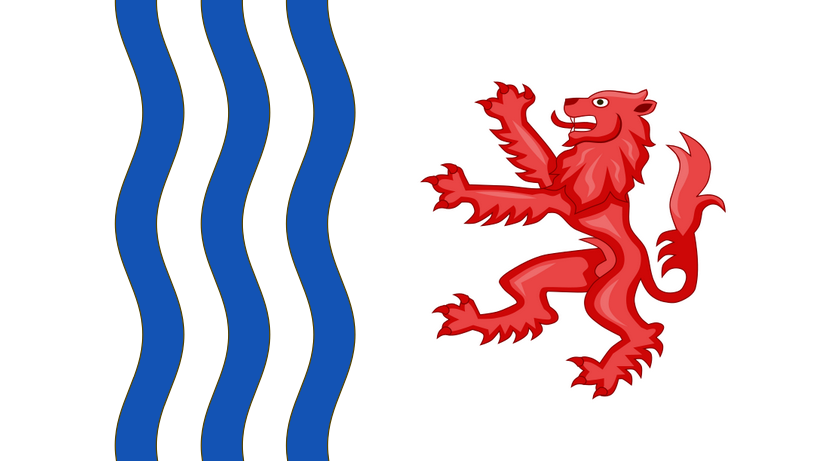
新阿基坦大区
中央-卢瓦尔河谷大区
卢瓦尔河地区大区
法兰西岛大区
前朗格多克-魯西永大区

### 海外领土

#### 正式
- 法属波利尼西亚
- 新喀里多尼亚
- 法属南方和南极洲领地
- 法属圭亚那前省議會旗帜
- 马提尼克

#### 非正式
- 瓜德罗普
- 留尼汪
- 马约特
- 圣皮埃尔和密克隆
- 圣巴泰勒米岛
- 瓦利斯和富图纳